# فاراتسیهو
فاراتسیهو (به لاتین: Faratsiho) یک منطقهٔ مسکونی در ماداگاسکار است که در ناحیه فاراتسیهو واقع شده‌است. فاراتسیهو ۴۶٬۵۶۹ نفر جمعیت دارد و ۱٬۷۲۰ متر بالاتر از سطح دریا واقع شده‌است.